# Franz Josef Strauss
Franz Josef Strauss o Franz Josef Strauß (Múnic, 6 de setembre de 1915 - Ratisbona, 3 d'octubre de 1988) va ser un polític alemany i primer ministre de l'Estat de Baviera.

## Biografia

### Primers anys
Nascut com Franz Strauß en Múnic com el segon fill d'un carnisser, Strauß va estudiar Filologia alemanya, Història i Economia a la Universitat de Múnic des de 1935 fins a 1939. A la Segona Guerra Mundial, va servir en la Wehrmacht alemanya, als fronts occidental i oriental. Mentre era a la guerra, va passar uns exàmens de l'Estat alemany per convertir-se en professor d'ensenyament. A començaments de 1943 es va convertir en membre de la NSDStB-Nationalsozialistischen Studentenbund o Associació d'Estudiants Nazi. El 1945 va exercir el treball de traductor per a l'exèrcit dels Estats Units, especialment per a Ernest F. Hauser, primer tinent del CIC militar(Cos de contraintel·ligència). Poc després de finalitzada la guerra, Strauß va decidir canviar el seu nom per Franz Josef Strauss.
El 1957, Strauss va contreure matrimoni amb Marianne Zwicknagl, amb qui va tenir tres fills: Max Josef, Franz Georg i Monika. També el seu nom està dedicat a l'aeroport internacional de Múnic.

### Vida com a polític
Després de la guerra, va ser designat President del Comtat de Schongau i va entrar a l'acabada de fundar Unió Social Cristiana de Baviera (CSU). Es va convertir en un membre del primer Bundestag (Parlament Federal) el 1949, on era viceportaveu del grup CDU - CSU fins al 1953. Aquest mateix any va estar nomenat Ministre Federal per a Assumptes Especials al segon gabinet del canceller Konrad Adenauer. El 1955 se li va atorgar l'acabat de fundar Ministeri Federal d'Energia Nuclear. A l'any següent, va ser nomenat Ministre Federal de Defensa. Des de 1961 fins a la seva mort, Strauss va ser el president del seu partit, el CSU. Després d'un escàndol relacionat amb la detenció per «Alta Traïció» de diversos periodistes de la revista Der Spiegel que havien criticat la gestió del Ministeri de Defensa, el 1962, el Partit Democràtic Lliure (FDP), soci menor de la coalició de govern d'Adenauer, va forçar la dimissió de Strauss com a ministre federal, que va tornar a exercir com viceportaveu del seu grup parlamentari.
Durant la gran coalició de 1966 a 1969, ja sense el FDP al govern, Strauss va tornar a ser ministre federal, en aquest cas d'Hisenda. Malgrat les seves conteses anteriors amb el Partit Socialdemòcrata (SPD), va cooperar amb èxit amb el ministre d'Economia, el socialdemòcrata Karl Schiller. Després de 1969, quan el CDU-CSU va passar a l'oposició, Strauss va tornar a ser viceportaveu del seu grup. Va destacar per l'habilitat retòrica en les seves fortes crítiques al govern social-liberal, sobretot als llegendaris duels retòrics amb el portaveu del grup socialdemòcrata, Herbert Wehner. Políticament, Strauss va representar l'ala més dretana del seu grup, arribant a elogiar el govern de Augusto Pinochet a Xile. En una de les seves cites més polèmiques, Strauss va arribar a nomenar | «rates i moscardes» als periodistes d'ideologia social-liberal.
A les eleccions de 1980, va ser nomenat candidat de CDU i CSU a la cancelleria federal. Tanmateix, CDU i CSU només van aconseguir el 44,5% dels vots, quedant-se per darrere dels seus resultats de 1976 i romanent a l'oposició.
El 1978, Strauss va deixar de ser membre del Bundestag i va entrar al Landtag (parlament regional) de Baviera. El 7 de novembre de 1978, va ser escollit primer ministre de Baviera, càrrec que ocuparia fins a la seva mort el 1988. En aquest càrrec, va continuar defensant una política clarament de dretes, mantenint la seva pròpia «política exterior» amb bones relacions amb dictadors com el paraguaià Alfredo Stroessner o el sud-africà Pieter Willem Botha. D'altra banda, Strauss també mantenia relacions amb la RDA; el 1983 va organitzar un crèdit de diversos milers de milions de marcs, que aleshores va evitar la fallida del règim d'Alemanya Oriental. Això va provocar reaccions contràries també a la mateixa CSU, portant a l'escissió d'un grup que va fundar l'ultradretà Partit dels Republicans (Die Republikaner).
El 3 d'octubre de 1988, Strauss va morir d'un col·lapse del sistema circulatori. A la primavera de 1990, una mica abans del final de la RDA, el Departament bavarès de Protecció de la Constitució (servei secret intern) va comprar el dossier del servei secret de la RDA sobre Strauss i el va destruir amb l'argument de «protegir el record de l'antic president».
Fins a l'actualitat, Strauss és considerat el polític més emblemàtic de la Unió Social Cristiana de Baviera. És una de les figures més polaritzants de la història alemanya després de la Segona Guerra Mundial, igualment venerat pels seus partidaris -sobretot a Baviera- i rebutjat pels seus adversaris -esquerranistes i liberals-.